# St. Ägidius (Katzberg)

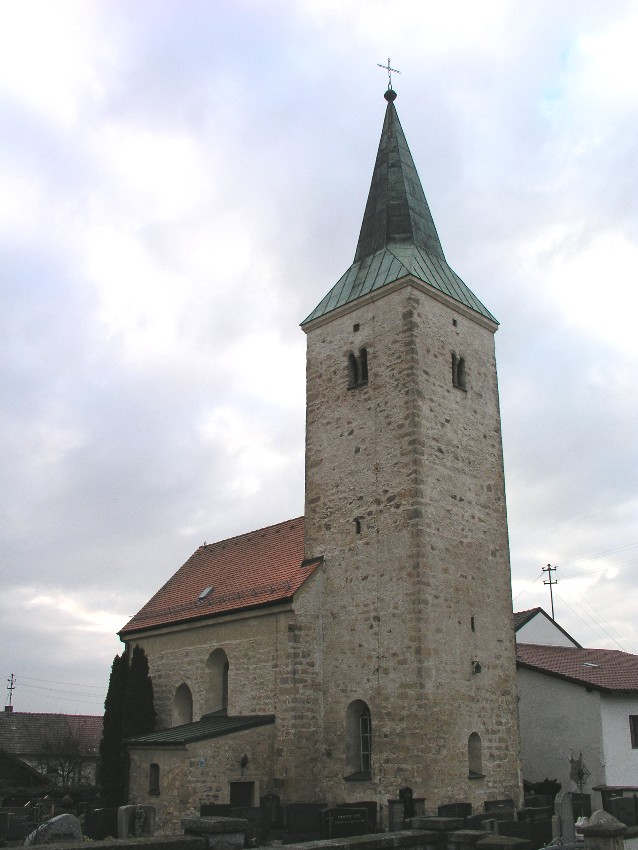
St. Ägidius (Katzberg)

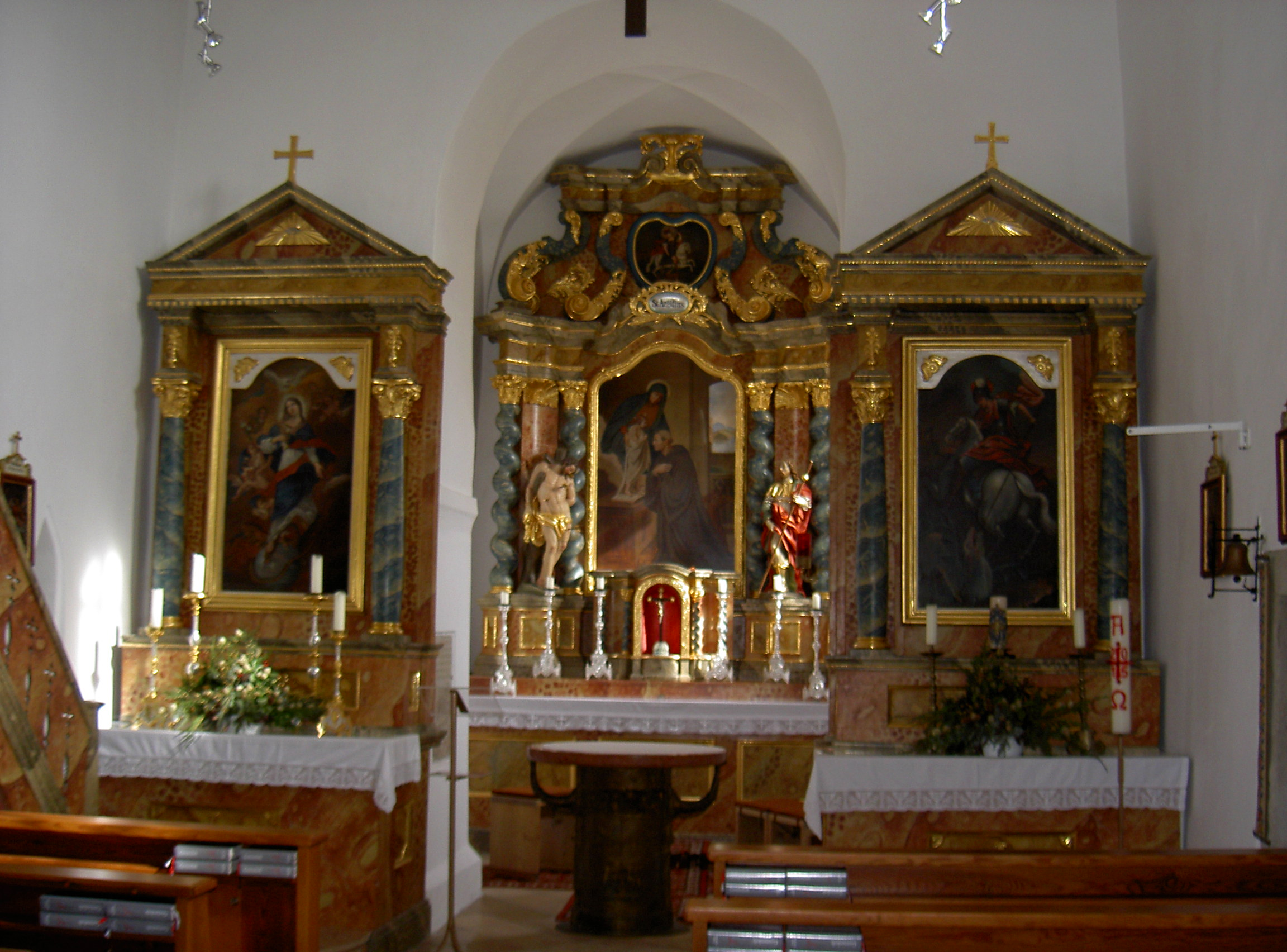
Innenraum mit Altären

Die römisch-katholische, denkmalgeschützte Filialkirche St. Ägidius, die ehemalige Kapelle des Schlosses Katzberg, steht in Katzberg, einem Gemeindeteil der Kreisstadt Cham im Landkreis Cham der Oberpfalz. Sie gehört zum Bistum Regensburg. Das Bauwerk ist unter der Denkmalnummer D-3-72-116-101 als Baudenkmal in die Bayerische Denkmalliste eingetragen.

## Beschreibung
Die romanische Saalkirche aus unregelmäßigem Quadermauerwerk besteht aus einem Langhaus, das mit einem Satteldach bedeckt ist, und einem Chorturm auf quadratischem Grundriss, dem ehemaligen Bergfried, der mit einem achtseitigen Knickhelm bedeckt ist. Sein oberstes Geschoss beherbergt hinter den als Biforien gestalteten Klangarkaden den Glockenstuhl.
Der Innenraum des Chors, d. h. das Erdgeschoss des Chorturms, ist mit einem Kreuzgratgewölbe überspannt. Der Chorbogen verbindet ihn mit dem flachgedeckten Langhaus. Zur Kirchenausstattung gehört ein um 1730 gebauter Hochaltar mit je zwei Säulen an den Seiten, vor denen die Statuen des heiligen Sebastian und des heiligen Rochus stehen. Das nazarenische Altarretabel zeigt den heiligen Ägidius. Die Orgel auf der Empore wurde um 1720 von einem unbekannten Orgelbauer errichtet.